# Проект атомной бомбы ХФТИ 1940 года
Проект атомной бомбы ХФТИ 1940 года — разработки советских учёных Харьковского физико-технического института в области ядерной физики.
В результате работы была создана технология изготовления взрывчатого вещества, конструкция бомб и механизм подрыва.
Этот вариант опередил время и не был принят из-за недоверия властей, но объективной и основной причиной отклонения проекта явилось то, что схема уранового заряда в нём неработоспособна принципиально, поскольку невозможно «непроницаемые для нейтронов» стенки «вписать» в заданные габариты. Ценность данного предложения в большей степени историческая — это первая в СССР официально рассматривавшаяся конструкция собственно атомной бомбы .

## Разработка
Сам Харьковский физико-технический институт (он тогда назывался Украинский физико-технический институт, УФТИ) был создан в 1928 году в Харькове  с целью исследований в области ядерной физики и физики твёрдого тела, по инициативе академика А. Ф. Иоффе.
На протяжении 1930-х годов институт добился значительных успехов как в теоретических, так и в практических разработках.
В практике работы института было выделено два ключевых направления:
- Первым стала физика низких температур (руководители — Л. В. Шубников и Л. Д. Ландау).[2]
- Вторым направлением стала ядерная физика.

Руководил институтом директор И. В. Обреимов.
В институте постоянно проводились глубокие исследования, постоянно совершались открытия мирового уровня.
Направления в некотором роде соперничали и обменивались успехами в области физики.
В институте в 1935 году прошла выездная сессия Академии наук СССР, где академиком Сергеем Вавиловым было высказано мнение о том, что учёные института делают более четверти всей физики в СССР.
10 октября 1932 года в институте впервые в СССР расщепили ядро атома.
Расщепление ядра атома лития провёл коллектив учёных: А. К. Вальтер, Г. Д. Латышев, А. И. Лейпунский и К. Д. Синельников.
В 1937—1938 годах во время «Большого террора» первый директор института И. В. Обреимов, второй директор А. И. Лейпунский и многие сотрудники института были арестованы.
После этого выпущенный в 1938 году А. И. Лейпунский возглавил ядерное направление.

## Результат
Результатом исследований стал комплекс заявок, поданных сотрудниками УФТИ Фрицем Ланге, Владимиром Шпинелем и Виктором Масловым в 1940 году.
Эти изобретения охватывали весь комплекс работ, необходимых для создания атомной бомбы: «Об использовании урана как взрывчатого и ядовитого вещества», «Способ приготовления урановой смеси, обогащенной ураном с массовым числом 235. Многомерная центрифуга» и «Термоциркуляционная центрифуга».
В рамках этих работ была впервые предложена ставшая впоследствии общепринятой схема взрыва.
Она состоит в том, что подрыв обычной взрывчатки силой взрывной волны сжимает урановую смесь и за счёт этого создаётся критическая масса.
С преодолением порога критической массы происходит инициирование цепной реакции.
Также в промышленности начал применяться центробежный способ разделения изотопов урана.
Несколько отрывков:

Как известно, согласно последним данным физики, в достаточно больших количествах урана (именно в том случае, когда размеры уранового блока значительно больше свободного пробега в нём нейтронов) может произойти взрыв колоссальной разрушительной силы. Это связано с чрезвычайно большой скоростью развития в уране цепной реакции распада его ядер и с громадным количеством выделяющейся при этом энергии (она в миллион раз больше энергии, выделяющейся при химических реакциях обычных взрывов)…
Нижеследующим показывается, что осуществить взрыв в уране возможно, и указывается, каким способом… Проблема создания взрыва в уране сводится к получению за короткий промежуток времени массы урана в количестве, значительно большем критического…
В качестве примера осуществления такого принципа может служить следующая конструкция. Урановая бомба может представлять собой сферу, разделенную внутри на пирамидальные секторы, вершинами для которых служит центр сферы и основаниями — её поверхность. Эти секторы-камеры могут вмещать в себе количество урана только немногим меньше критического. Стенки камер должны быть полыми и содержать воду либо какое-нибудь другое водосодержащее вещество (например, парафин и т. д.). Поверхность стенок должна быть покрыта взрывчатым веществом, содержащим кадмий, ртуть или бор, то есть элементы, сильно поглощающие замедленные водяным слоем нейтроны (например, ацетиленит кадмия). Наличие этих веществ даже в небольшом количестве вместе с водяным слоем сделает совершенно невозможным проникновение нейтронов из одних камер в другие и возникновение вследствие этого цепной реакции в сфере. В желаемый момент при помощи какого-нибудь механизма в центре сферы может быть произведен взрыв промежуточных слоев.

В отношении уранового взрыва, помимо его колоссальной разрушительной силы (построение урановой бомбы, достаточной для разрушения таких городов, как Лондон или Берлин, очевидно, не явится проблемой) необходимо отметить ещё одну чрезвычайно важную особенность. Продуктами взрыва урановой бомбы являются радиоактивные вещества. Последние обладают отравляющими свойствами в тысячи раз более сильной степени, чем самые сильные яды (а потому — и обычные отравляющие вещества). Поэтому, принимая во внимание, что они после взрыва некоторое время существуют в газообразном состоянии и разлетаются на колоссальную площадь, сохраняя свои свойства в течение сравнительно долгого времени (порядка часов, а некоторые из них - даже дней и недель), трудно сказать, какая из особенностей (колоссальная разрушающая сила или же отравляющие свойства) урановых взрывов наиболее привлекательна в военном отношении— «Об использовании урана как взрывчатого и ядовитого вещества»

## Судьба заявки
После того, как заявка была подана, она поступила на рассмотрение к академику В. Г. Хлопину, который поставил на ней следующую резолюцию:

Необходимо относительно первой заявки сказать, что она в настоящее время не имеет под собой реального фундамента. Кроме того, по существу в ней очень много фантастического— Резюме по заявке
Ответ был отрицательным

Виктор Маслов не был удовлетворён ответом и обратился к С. К. Тимошенко с письмом:

Чисто научная сторона вопроса сейчас находится в такой стадии, что позволяет перейти к форсированному проведению работ в направлении практического использования энергии урана. Для этой цели мне представляется крайне необходимым как можно быстрее создать в одном из институтов лабораторию специально для урановых работ. Это дало бы нам возможность проводить исследования в постоянном контакте с наиболее квалифицированными техниками, химиками, физиками и военными специалистами нашей страны. Особенно для нас необходимо сотрудничество с высококвалифицированными конструкторами и химиками— Виктор Маслов

Не подтверждается экспериментальными данными— Неизвестный эксперт
Ответ также был отрицательным. По воспоминанию современников, Виктор Маслов, как единственный член КПСС, ещё несколько раз пытался донести свои идеи до руководства страны, но это было безрезультатно.
Виктор Маслов в Великую Отечественную войну ушёл добровольцем на фронт, где погиб.
Владимир Шпинель сделал карьеру в области физики, на заявку было выдано авторское свидетельство № 6353с с грифом «совершенно секретно».